# Carmen, Jesús e Iñaki
Carmen, Jesús e Iñaki va ser un grup de música folk i cançó social de La Rioja, Espanya, durant l'època de la transició, autors de la cançó La Rioja existe, autèntica icona del sentiment autonòmic d'aquesta comunitat.

## Història
El 1970 Carmen Medrano i Jesús Vicente Aguirre van començar a cantar sota el nom de "Carmen y Jesús" i més tard, en 1971 formarien el grup Rebaño Feliz. Entre 1974 i 1975 recorren Europa donant concerts entre grups d'emigrants i exiliats de la dictadura franquista juntament amb altres cantautors com Amancio Prada, Imanol o Joaquín Sabina. A Nuremberg s'incorpora al grup Iñaki Ramos, fill d'emigrants, per a formar el definitiu Carmen, Jesús e Iñaki.
Després de la fi de la dictadura tornen a Espanya en 1976, multiplicant les seves actuacions per tota La Rioja i Espanya, a més de diverses gires per França, Alemanya, Bèlgica i Anglaterra. Gravaren el seu primer disc, De lunes a sábado, en 1977 i a l'any següent altre més anomenat Iregua. Es van convertir en la veu del moviment autonòmic riojà, culminat en 1982 amb la proclamació de l'Estatut d'Autonomia. El 2 de juliol de 1979 Carmen morí prematurament d'una malaltia, acabant d'aquesta trista manera la història del grup.
Se li va rendir un emotiu funeral en la plaça de toros de Logronyo, al que van acudir més de deu mil persones; i amics com Elisa Serna, La Bullonera, Labordeta, Imanol, Joaquín Sabina, Jorge Melgarejo o Chema Purón van aportar el seu homenatge. A la ciutat de Logronyo es recorda a Carmen Medrano amb un carrer en el seu nom.

## Discografia
- De lunes a sábado, 1977, (La Rioja existe, La Balada de San Asensio, Mi pueblo dormido, De lunes a sábado...)
- Iregua, 1978, (Ya se van los quintos, Masa, La Rioja empieza a caminar, Iregua...)
- Resumen, 1986, resum dels dos LP's anteriors, amb dues cançons noves
- Balance de sumas y saldos, 1996, recopilatori en CD